# Nicolau III d'Este

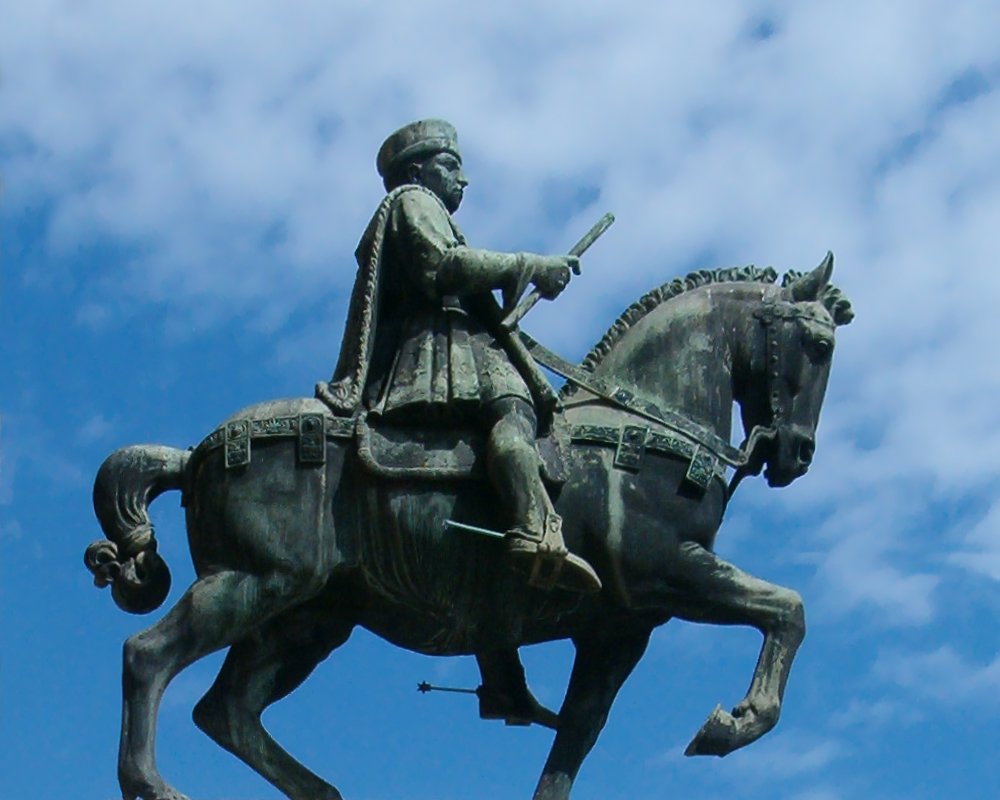
Monument a Nicolau III.

Nicolau III d'Este (9 de novembre de 1383 - 26 de desembre de 1441) va ser marqués de Ferrara des de 1393 fins a la seva mort. Era també un condottiero.

## Biografia
Nascut a Ferrara, era fill d'Albert V d'Este i Isotta Albaresani, va heretar el govern de la ciutat quan només tenia 10 anys, sota la protecció de la República de Venècia, Florència i Bolonya. Va ser atacat pel seu parent Azzo X d'Este, un general de Gian Galeazzo Visconti, Duc de Milà, un descendent de Opizzo II d'Este, amb qui Nicolau disputava el dret de governar a Ferrara a causa del seu naixement. Azzo va ser fet presoner per Astorgi I Manfredi en la subsegüent guerra, i l'amenaça sobre el govern de Nicolau va desaparèixer.
En el buit de poder produït per la mort l'any 1402 del duc de Milà Joan Galeàs Visconti, Francesco Novello da Carrara, aliat amb el seu nebot Nicolau III d'Este de Ferrara va intentar expandir-se al Vènet prenent ciutats controlades pels Visconti, La duquessa Caterina Visconti, regent del seu fill Joan Maria, va demanar ajuda al dux de Venècia Miquel Sten el març de 1404 prometent la cessió de Verona, ocupada pels Carrara, i Vicenza, aleshores assetjada, i va aconseguir la retirada de Bonifaci IX de la lliga a canvi de Perugia i Bolonya. Venècia va fer una mobilització massiva de les seves capacitats militars i malgrat la dura resistència de padovans i ferraresos, la tardor de 1404 Venècia va assetjar Verona. La primavera de 1405, la posició carraressa va començar a deteriorar-se ràpidament i Nicolau III d'Este va retirar Ferrara de la guerra,  mentre que el 22 de juny de 1405, Verona es va rebel·lar i es va rendir a l'exèrcit venecià. La mateixa Pàdua va caure finalment en mans dels venecians el 17 de novembre de 1405. Després de la victòria veneciana, els dominis de Carrara van ser incorporats a l'estat venecià iniciant l'expansió de Venècia a la Itàlia continental, mentre els membres de la família Carrara van ser executats.

El 1405 va cedir les ancestrals terres familiars a prop d'Este a Venècia.
El 1410 encarregava tres còpies de Fior di Battaglia. Aquest manuscrit és una part dels intents moderns de reconstruir les Arts marcials occidentals. El 1413 feia un pelegrinatge a Terra Santa. Tenint por de les ambicions de Filippo Maria Visconti, dos anys més tard, li cedia la possessió de Parma.
El 1429 el seu fill il·legítim Ugo va ser nomenat hereu del Marquesat.
El paper de Niccolò com a líder prestigiós a Itàlia es va confirmar quan es va escollir la seva ciutat com a seu d'un concili el 1438.

## Casaments i fills
Es va casar primer amb Gigliola da Carrara, filla de Francesco Novello da Carrara, senyor de Pàdua el juny de 1397. Moria de la plaga el 1416. No van tenir cap fill conegut.
Es casava en segon lloc el 1418 amb Parisina Malatesta, filla d'Andrea Malatesta. La va fer executar el 21 de maig de 1425 per tenir presumiblement un afer amb el seu fill il·legítim Ugo. Tenien tres fills:
- Ginevra d'Este. Casada amb el seu parent maternal Sigismondo Pandolfo Malatesta.
- Luzia d'Este (24 de març de 1419 - 28 de juny de 1437). Casada amb Carlo Gonzaga de Milà, Senyor de Sabbioneta.
- Alberto Carlo d'Este (nascut i mort el 1421).

Es va casar per tercera vegada amb Ricarda de Saluzzo el 1429. Era filla de Tomàs III de Saluzzo i Margarida de Roussy. Van tenir dos fills:
- Hèrcules I d'Este (26 d'octubre de 1431 - 15 de juny de 1505).
- Sigimondo d'Este (1433 – 1 d'abril de 1507).

També va tenir onze fills il·legítims:
- Ugo d'Este. Executat pel seu pare el 21 de maig de 1425 per haver mantingut un afer amb la seva madrastra Parisina.
- Meliaduse d'Este, Abat de Pomposa i Ferrara, (1406 - 1452). Fill de Caterina de Medici.
- Lionel d'Este (1407 - 1450). Fill de Stella de' Tolomei.
- Borso d'Este (1413 - 1471). Fill de Stella de' Tolomei.
- Albert d'Este (1415 – 8 d'abril de 1502). Fill de Filippa della Tavola.
- Isotta d'Este (1425 - 1456). Filla de Filippa della Tavola. Casada primer amb Oddantonio da Montefeltro, Duc d'Urbino i després amb Stefano Frangipani, Comte de Segni.
- Beatriu d'Este (1427 - 1497). Casada amb Niccolò de Correggio.
- Rinaldo d'Este, Senyor d'Ostellato (c. 1435 - 1535). Fill d'Anna de Roberti.
- Branca Maria d'Este (18 de desembre de 1440 - 12 de gener de 1506). Filla d'Anna de Roberti. Casada amb Galeotto I Pico, Senyor de la Mirandola.
- Gurone d'Este (d. 1484). Abat.
- Camilla d'Este. Casada amb Rodolfo da Varano de Camerino.